# Gralline pie
Grallina cyanoleuca
Espèce
Statut de conservation UICN

 LC  : Préoccupation mineure
La Gralline pie (Grallina cyanoleuca) est une espèce d'oiseaux de la famille des Monarchidae originaire d'Australie.
Il s'agit d'un oiseau très répandu dans les zones urbaines et rurales, occupant tout le  continent à l'exception de la Tasmanie et de certaines régions désertiques à l'intérieur de l'extrême nord-ouest de l'Australie-Occidentale et qui semble s'être bien adapté à la présence de l'homme.

## Description
Mesurant environ 26 à 30 cm de long à l'âge adulte, soit environ la taille d'un merle noir, il est un personnage familier du paysage australien: perché sur des fils téléphoniques, seul ou en couple, parcourant en bande les parcelles de sol nu, en particulier les laisses ou les marais, sur leurs jambes bien développées. Les deux sexes sont similaires à distance, mais faciles à distinguer : la femelle a une gorge blanche, le mâle a la gorge noire et une rayure noire au niveau de l'œil. Les jeunes et les immatures des deux sexes ont la gorge blanche de la femelle et la rayure noire au niveau de l'œil du mâle.

## Classification
Comme beaucoup d'oiseaux d'Australie, il a été classé par rapport à son apparente similitude avec des oiseaux de l'hémisphère nord familiers aux colons européens. En fait, il n'est parent avec aucun d'eux mais, à la lumière des études récentes de l'ADN, il est maintenant classé dans la famille des Monarchidae.

## Galerie

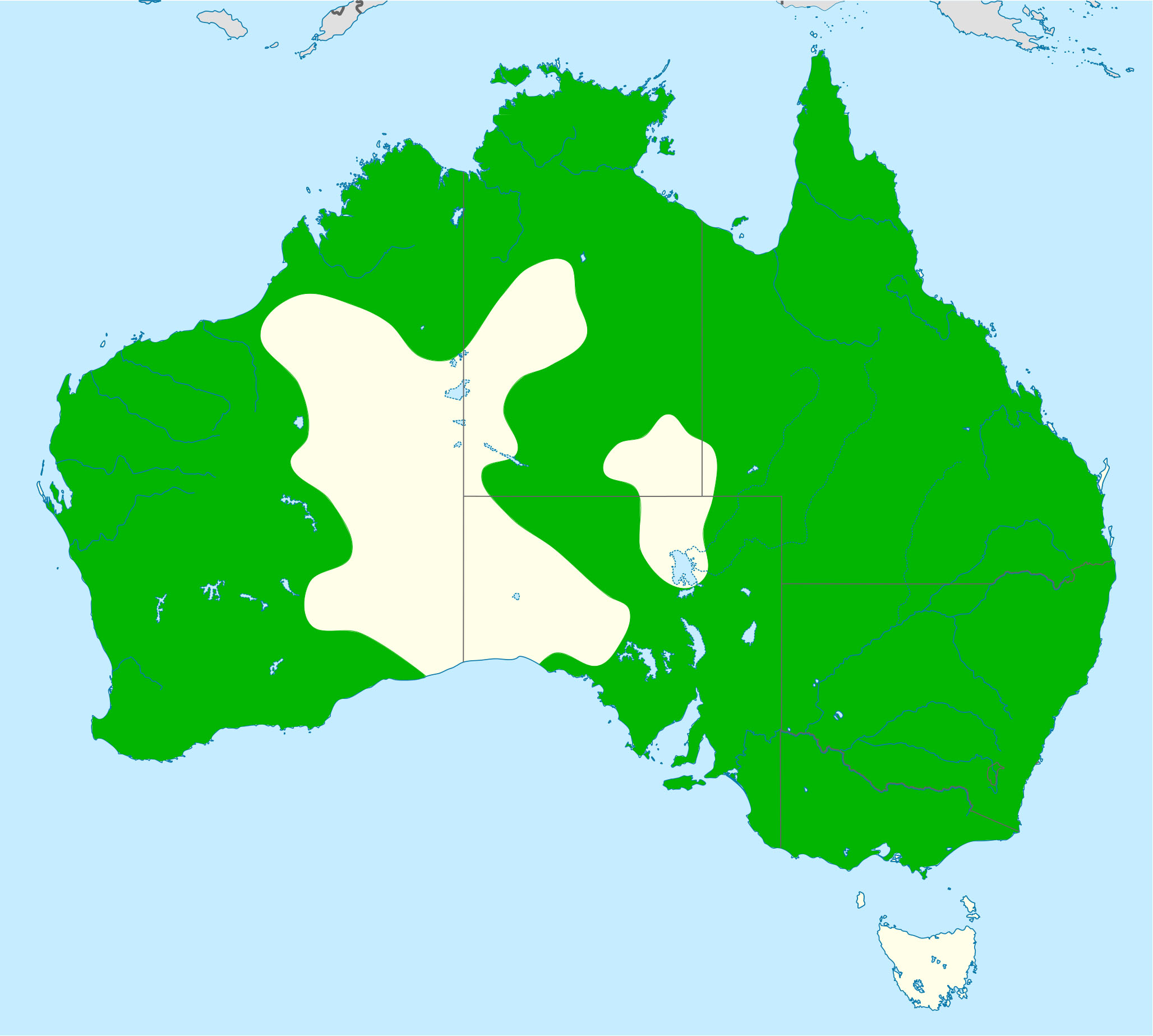
Carte de distribution.
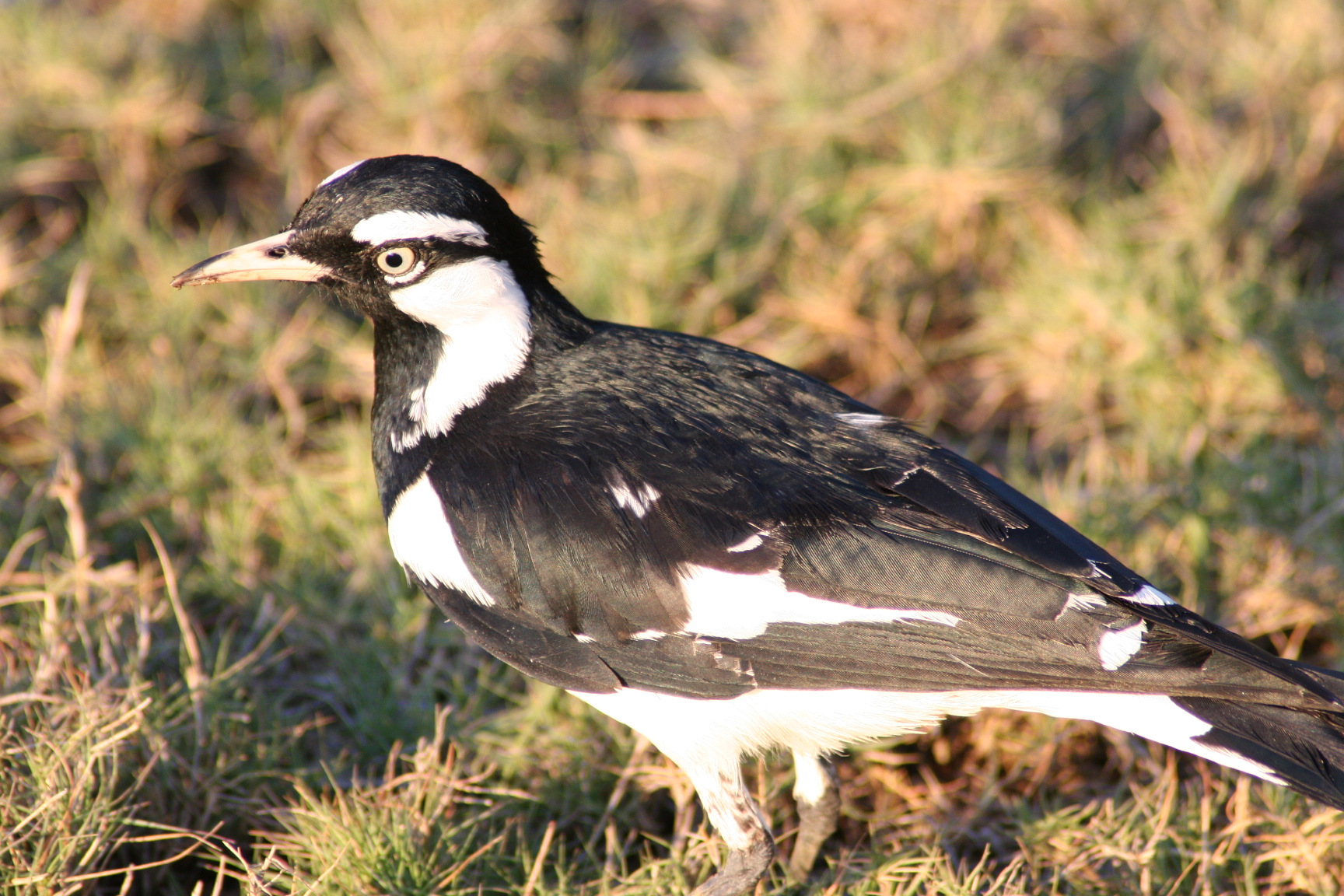
mâle.
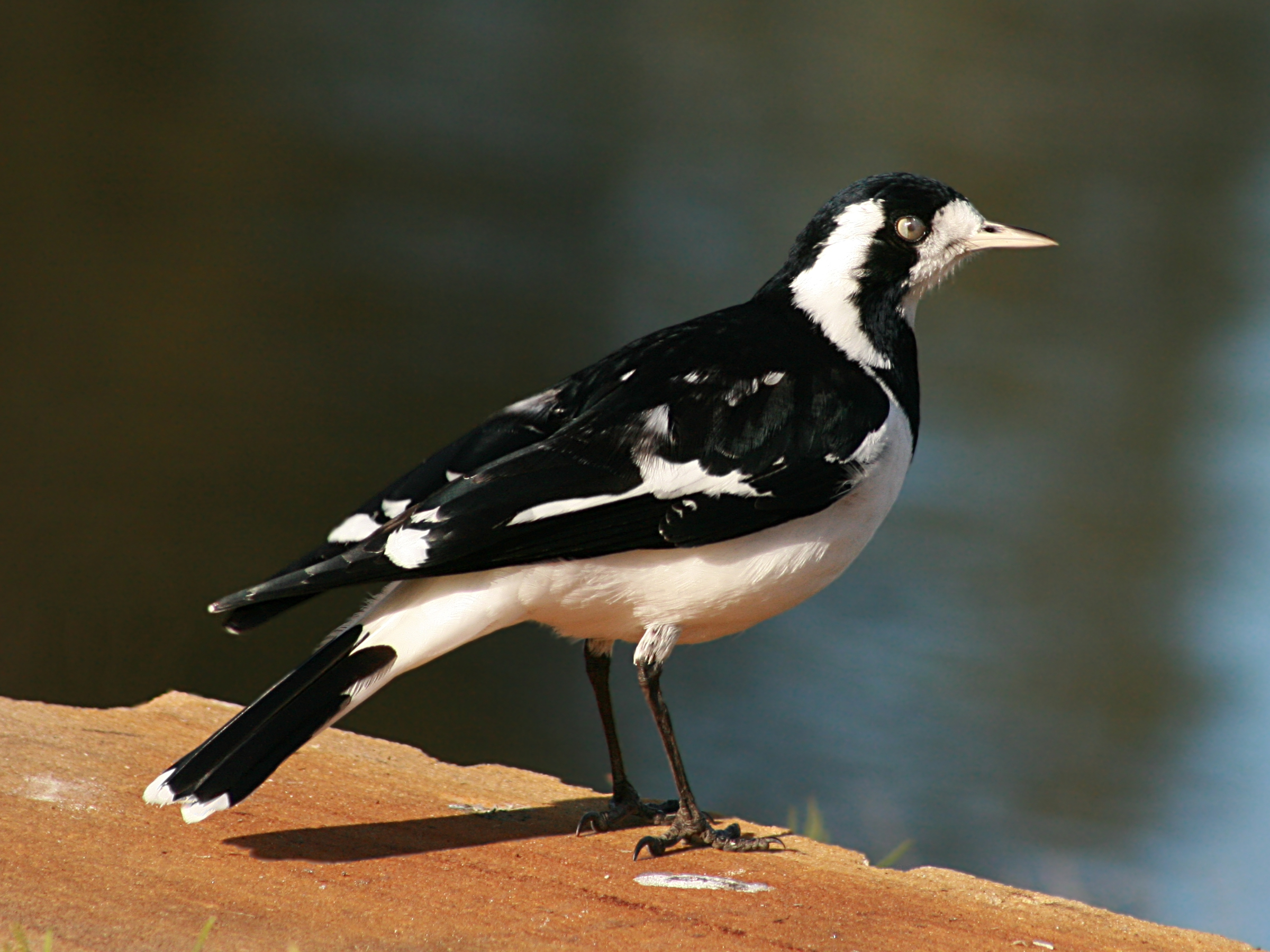
femelle.
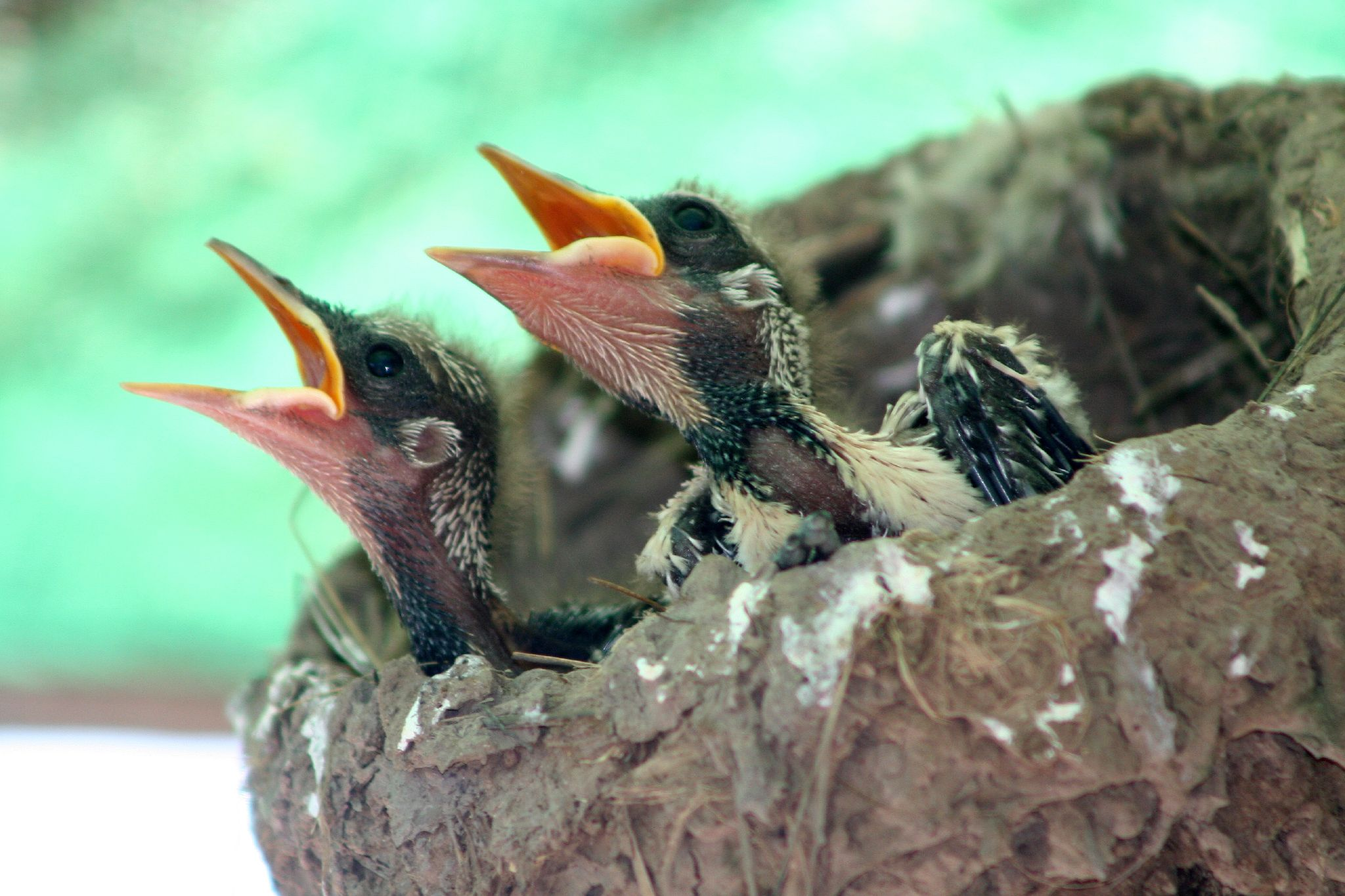
poussins au nid.